# 4258 Ryazanov
4258 Ryazanov је астероид главног астероидног појаса са средњом удаљеношћу од Сунца која износи 2,960 астрономских јединица (АЈ).
Апсолутна магнитуда астероида је 12,0.